# Tigrat (camuflatge)

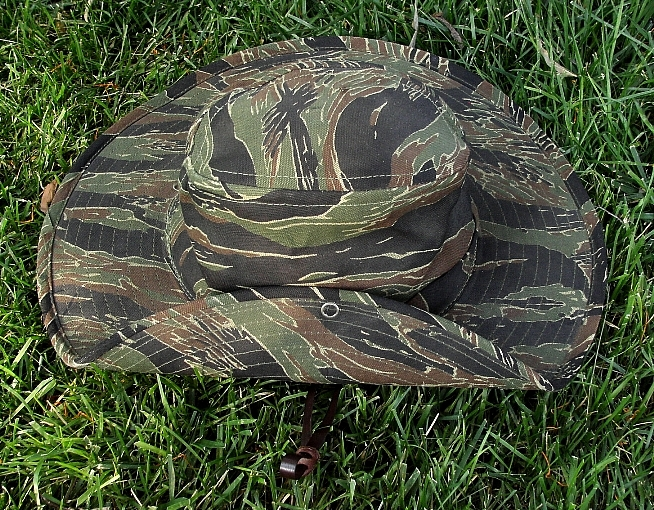
Barret de jungla (boonie hat) en una variant de patró tigrat

El patró tigrat és un patró mimètic i, per extensió, un grup de patrons mimètics, de la família pinzellada, específic per a ús a la jungla, que es caracteritza per un fons clar amb sobreimpressió de traços que simulen pinzellades, els quals són foscos, gruixuts, llargs i en general horitzontals; el conjunt evoca el pelatge ratllat del tigre, d'on el nom. En la llengua fundacional del patró, el vietnamita, els uniformes que el duien es coneixien com a sọc răn ('uniforme ratllat'). En anglès aquest tipus de patró es coneix com a tiger stripe ('ratlla de tigre'), a voltes ortografiat tigerstripe.
Existeixen multitud de variants de patró tigrat (fins i tot excloent les versions civils). Els traços són generalment en marró fosc, verd fosc, negre o blau marí, i poden anar sols o bé acompanyats de traços menors en tons mitjans, generalment en caqui o en verd oliva. El color de fons varia força, per bé que el més habitual és algun to de verd clar.

## Naixença: el tigrat sudvietnamita
El patró tigrat fou una creació sudvietnamita de 1959 o 1960, segons sembla sota consell dels assessors estatunidencs. Sorgí com a derivació evolucionada del patró lleopard francès, amb què guarda un aire de família evident, tot i les diferències. En efecte, els uniformes mimètics en lleopard havien estat molt habituals a les ex-colònies franceses d'Indoxina, Vietnam del Sud inclosa, al llarg dels anys cinquanta.
Adoptat immediatament, en principi el patró tigrat es reservava als marines sudvietnamites, però de seguida esdevingué molt popular, per estètica i per prestigi, i la majoria de soldats, fossin d'elit o no, miraven de procurar-se'n peces. Amb els anys les forces armades sudvietnamites desenvoluparen força variants del patró.
Al Vietnam el patró tigrat restà extingit el 1975, en enfonsar-se el règim del sud.

## Expansió regional i internacional
A partir de 1960 les imitacions del patró tigrat s'estengueren ràpidament per gran part d'Indoxina (amb Tailàndia com a productora més destacada vora Vietnam del Sud), i a Insulíndia en general (Filipines, per exemple), fins al punt que el patró tigrat ha esdevingut típic del sud-est asiàtic, tant entre els exèrcits regulars com, sovint, entre les guerrilles. Molts estats elaboraren versions pròpies del patró, amb diverses variants successives o simultànies (segons el cos o la disponibilitat); i d'ací la major part de la riquesa de variants que presenta el grup tigrat.
Fora del sud-est asiàtic usen o han usat uniformes tigrats les forces especials de l'Equador, El Salvador, Guyana, etc. Fins i tot hi ha variants pròpies de la Federació Russa.

## Ús estatunidenc

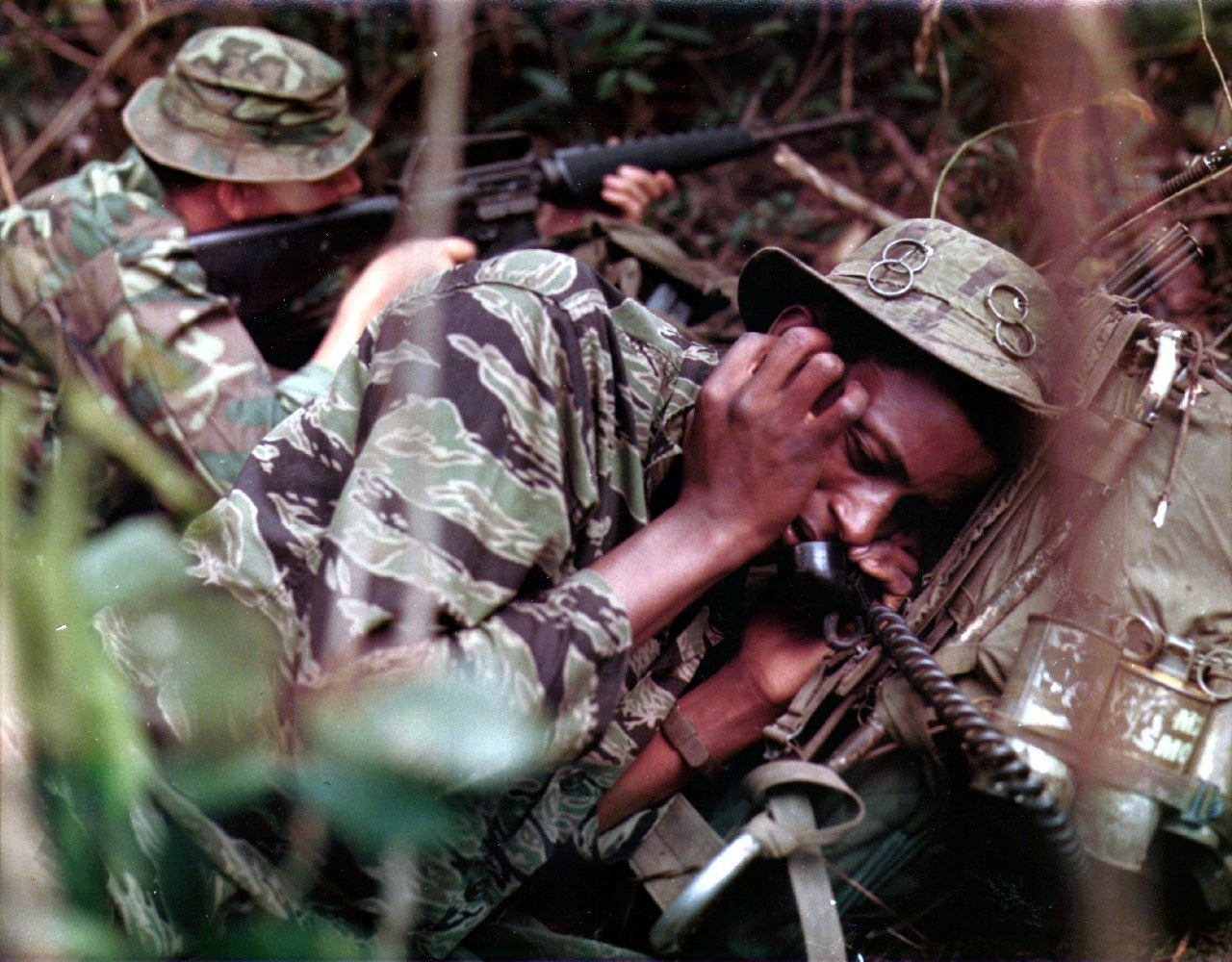
Forces especials estatunidenques en combat al Vietnam (vers 1969); el soldat en primer pla duu uniforme tigrat de patró sudvietnamita. El soldat del fons vesteix el patró estatunidenc ERDL, distribuït a partir de 1967

Al món euròpid el patró tigrat és conegut sobretot per l'ús que en feren les tropes estatunidenques durant la Guerra del Vietnam. Convé precisar, emperò, que el patró no fou mai reglamentari a les forces armades estatunidenques: aquells que en duien se'n feien confeccionar els uniformes per sastres civils vietnamites, cèlebres per la destresa, rapidesa i barator. Entre les tropes estatunidenques, els únics a vestir oficialment uniformes tigrats foren els assessors agregats a l'Exèrcit de Vietnam del Sud. Per compte propi, era habitual que en duguessin unitats de forces especials en missions guerrilleres.
Això a banda, el patró era enormement popular entre les tropes estatunidenques --així com australianes i neozelandeses--, i tothom que podia se'n comprava per a usar-lo a rereguarda.
Entre els estatunidencs, l'única peça tigrada a tenir presència massiva en combat --forces d'elit a banda-- fou el barret de jungla (boonie hat), sempre de producció civil local i adquirit privadament. Aquests barrets tigrats tendiren a desaparèixer de la vestimenta de les tropes estatunidenques arran l'adopció del model reglamentari en verd oliva (1967), el qual al cap d'uns anys seria substituït, entre certes tropes d'elit, pel nou model mimètic en ERDL (o "leaf"), el patró matriu del woodland.

## Popularitat i influència
El patró tigrat es compta entre els més populars entre els col·leccionistes de militària, en part per la vistositat i en part per la llegenda adjunta a les forces especials estatunidenques de la Guerra del Vietnam. Per això mateix té certes connotacions reaccionàries per a molta gent. Avui dia es confeccionen comercialment moltes peces de vestir (sobretot pantalons multibutxaca) en gran varietat de patrons tigrats, de cara al mercat civil, com a roba d'esport o de lleure.
En el camp estrictament militar, val a dir que el disseny d'alguns patrons digitals en vigor parteix de la pixelació de patrons tigrats.